# قانون الحرب

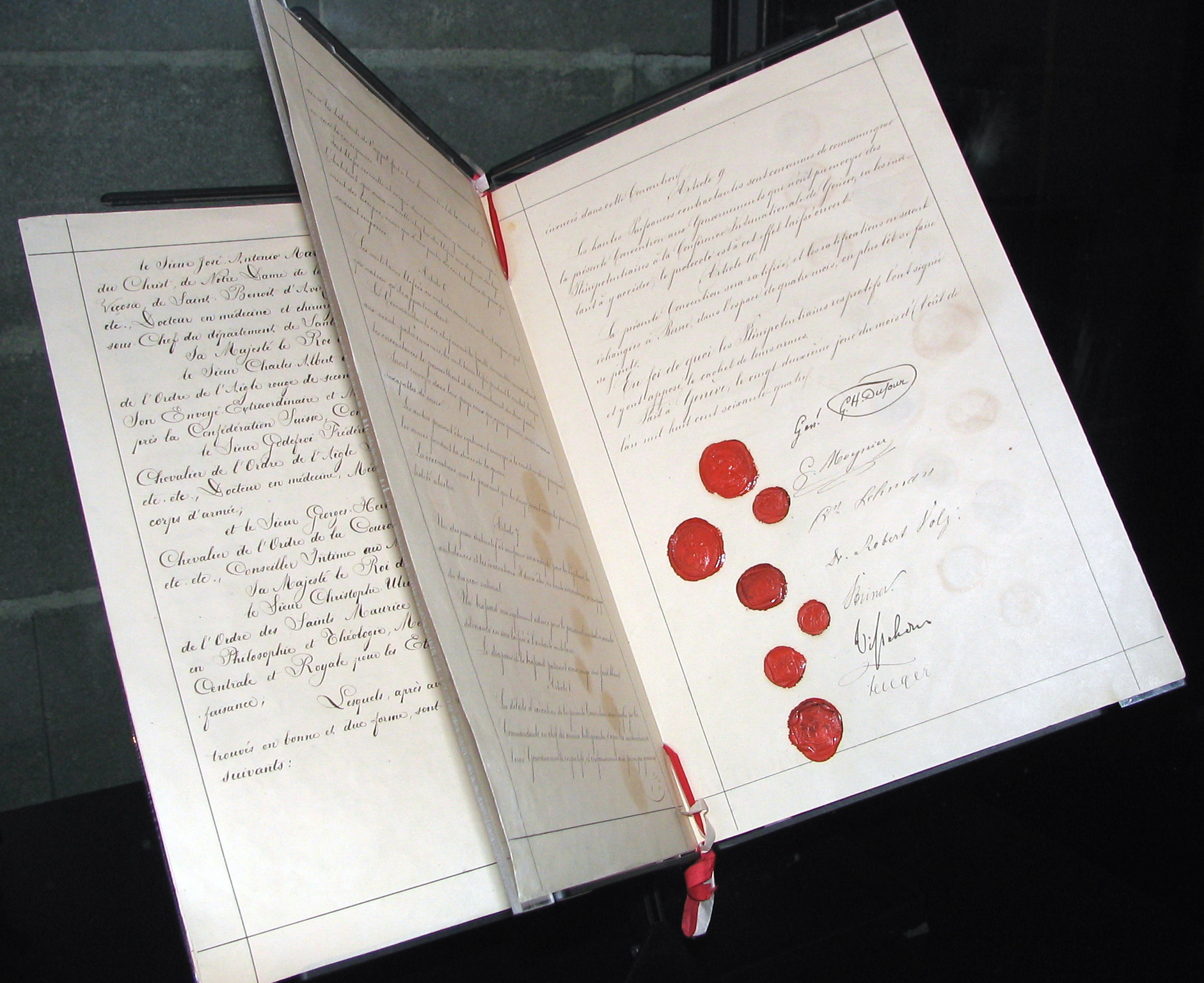
اتفاقية جنيف الأولى والتي عُنيت بتنظيم الأفراد المرضى والجرحى من القوات المسلحة، وقد وقعت عام 1864.

قانون الحرب مصطلح يشير إلى جانب من جوانب القانون الدولي العام فيما يتعلق بالمبررات المقبولة لخوض حرب وحدود السلوك المقبول زمن الحرب (القانون الدولي الإنساني) من بين القضايا الأخرى، والقوانين الحديثة التي تعنون إعلان حرب. قضية قبول استسلام الجيش ومعاملة أسرى الحروب والضرورة العسكرية وقانون التمييز وقانون التناسب وحظر أسلحة معينة قد يسبب استخدامها معاناة لا داعي لها.
يختلف قانون الحرب عن غيره من الهيئات القانونية كقانون البلديات الخاص بدولة محاربة أو طرف في نزاع لأنه يوفّر حدوداً قانونية إضافية إلى تبرير الحرب أو الصراع.
تراعى قوانين الحرب كواجب القانون الدولي في الصراع المسلح بين الدول وأحداث التمرد، والحروب الأهلية شبيهة بالحروب الدولية فيما تحدثة من الدمار والخراب، ولذلك فإن على كل حكومة مستقرة أن تتعرف علي الحالة الحربية لخصومها؛ لتدير الصراع ضدهم مراعية قوانين الحرب.

## التاريخ والمصادر الأولى
على مدار التاريخ، كان ثمة محاولات لتحديد وتنظيم سلوك الأفراد والأمم في الحروب والتخفيف من أسوأ آثار الحروب. أما أقدم الحالات المعروفة لهذه المحاولات فوجدت في مهابهاراتا والكتاب العبري (العهد القريب).
في شبه القارة الهندية، تصف مهابهاراتا مناقشة دارت بين الحكام الأخوة بخصوص السلوك المقبول في ساحة المعركة:
ثمة مثال من سفر التثنية 20:19-20 يحدد الضمانات المقبولة الضرر الممكن إلحاقه بالبيئة:
أيضاً في سفرة التثنية 20: 10-12، يجب على الإسرائيليين عرض السلام على الطرف الآخر قبل فرض الحصار على مدينتهم
في سفر التثنية 21:10-14، بالنسبة للأسيرات اللاتي أجبرن على الزواج من المنتصرين في الحرب، فإنه يجب أن لا يتم بيعهن كعبيد
في أوائل القرن السابع، أرسى أبو بكر الصديق أول الخلفاء القواعد التالية فيما يتعلق بالحروب عندما كان يوجّه جيوش المسلمين:
علاوة على ذلك، ورد في سورة البقرة في القرآن أن القتال مسموح للمسلمين كدفاع عن النفس ضد أولئك الذين يبدأون بأذى المسلمين، وبمجرد توقف هجوم الأعداء يجب أن يتوقف المسلمون عن الهجوم: ﴿وَقَاتِلُوا فِي سَبِيلِ اللَّهِ الَّذِينَ يُقَاتِلُونَكُمْ وَلَا تَعْتَدُوا إِنَّ اللَّهَ لَا يُحِبُّ الْمُعْتَدِينَ ۝١٩٠ وَاقْتُلُوهُمْ حَيْثُ ثَقِفْتُمُوهُمْ وَأَخْرِجُوهُمْ مِنْ حَيْثُ أَخْرَجُوكُمْ وَالْفِتْنَةُ أَشَدُّ مِنَ الْقَتْلِ وَلَا تُقَاتِلُوهُمْ عِنْدَ الْمَسْجِدِ الْحَرَامِ حَتَّى يُقَاتِلُوكُمْ فِيهِ فَإِنْ قَاتَلُوكُمْ فَاقْتُلُوهُمْ كَذَلِكَ جَزَاءُ الْكَافِرِينَ ۝١٩١ فَإِنِ انْتَهَوْا فَإِنَّ اللَّهَ غَفُورٌ رَحِيمٌ ۝١٩٢ وَقَاتِلُوهُمْ حَتَّى لَا تَكُونَ فِتْنَةٌ وَيَكُونَ الدِّينُ لِلَّهِ فَإِنِ انْتَهَوْا فَلَا عُدْوَانَ إِلَّا عَلَى الظَّالِمِينَ ۝١٩٣﴾ [البقرة:190–193]
في العصور الوسطى، بدأت الكنيسة الرومانية الكاثوليكية إصدار تعاليم الحرب فقط، والتي تعكس إلى حد ما حركات كـ «السلام والهدنة مع الله». كان الدافع تقييد مدى الحروب وحماية أرواح وممتلكات غير المقاتلين، ثم استمرت محاولات هوغو غروتيوس لكتابة قوانين الحرب.

## ظهور القوانين
كانت تقاليد الفروسية والفتوة تحدد استعمال القسوة في الحرب، بيد أنه لم يظهر أي قانون لتنظيم الحرب حتي القرن السابع عشر، حينما ألف الفقيه الهولندي هوجو جروشيوس كتابه في «قانون الحرب والسلام» حوالي 1625 وتبعه قاتل السويسري في القرن الثامن عشر، جاءت معظم الأتفاقيات (المعاهدات) الدولية التي تتحكم في الحرب في القرنين التاسع عشر والعشرين فإعلان باريس (1856) والأتفاقيات التي تمخضت عن مؤتمرات لاهاي (1899 – 1907) واتفاقيات جنيف (1864 و1906 و1929 و1949) تحدد الأصول الرئيسية لتشريع مقنن.
ليس هناك إتفاقية أجمعت عليها دول العالم الكبرى، كما توجد اتفاقيات كثيرة تنص علي وقف العمل بها إذا لم تكن إحدي الدول المحاربة موقعة عليها، ولقد سهلت راية المرضي والجرحي بتيسير علاج الأشخاص غير المحاربين ووضع علامات مميزة واضحة فوق المستشفيات والمؤسسات المشابهة تمنع الهجوم عليها ومن المحتمل أن الأتفاقيات التي تحرم استخدام أسلحة معينة في الحروب لم تقلل من أهوالها وفي معظم الأحوال فإن هذه الأسلحة ذات الاستخدام الحربي المحدود – مثل غازات السامة – قد حرمت فعلا بينما الجهود التي تبذل لتحريم الأسلحة الفتاكة كالأسلحة النووية وألغام الغواصات لم تكلل بالنجاح وتلقي الملكية الخاصة للأفراج حماية محدودة فلا يحق مصادرتها للأغراض العسكرية إلا بعد دفع تعويض عادل مقابل لها، ولا يصح مهاجمة أماكن العبادة أو المراكز الفنية أو ذات الأهمية التاريخية إلا لضرورة عسكرية وربما كان خرق الدول لقوانين الحرب يحدث في جميع الحروب وقد قدم القادة العسكريون والمدنيون لدول المحور في الحرب العالمية الثانية للمحاكمة لخرقهم قوانين الحرب.

## أسباب وجود القانون
شرعت هذه القوانين لتقليل مدي الخراب الذي يلحق بالأشخاص والممتلكات ولمنع القسوة في معاملة غير المحاربين وأسرى الحرب، وإقرار الأحوال التي يجوز فيها للمتحاربين أن يفاوض أحدهما الآخر.

## الغرض من القانون
بعض المبادئ الأساسية المتعلقة بقوانين الحرب:[بحاجة لمصدر]
- يجب أن تقتصر الحروب على تحقيق الأهداف السياسية التي بدأت الحرب لتحقيقها (مثلاً السيطرة الإقليمية)، ويجب أن لا تسبب تدميراً لا لزوم له.
- يجب أن تنهى الحرب بسرعة قصوى.
- ينبغي حماية الناس والممتلكات ممن لا يساهمون في المجهود الحربي من القتل والتدمير.

تحقيقاً لهذه الغاية، تهدف قوانين الحرب إلى التخفيف من المعاناة التي تسببها الحرب:
- حماية المقاتلين وغير المقاتلين من المعاناة التي لا داع لها.
- حماية بعض أساسيات حقوق الإنسان بالنسبة للأشخاص الذين يقعون في أيدي العدو، خاصة أسرى الحرب والجرحى والمرضى والمدنيين.
- تيسير إعادة السلام لمناطق النزاع.

## روابط خارجية
- فهرس الحروب والقوانين – الموقع الإلكتروني للجنة الدولية للصليب الأحمر
- القانون الدولي لرابطة الحروب
- المعهد الأوروبي للقانون الدولي والعلاقات الدولية نسخة محفوظة 12 أبريل 2013 at Archive.is
- سيادة القانون في النزاعات المسلحة
- من أجل المحاربين: قبول حدود قانون الحرب
- The Yearbook of International Humanitarian Law and free access to a Documentation Database of primary source materials.
- عندما يصبح قانون الحرب مفرطاً في قانونيته، JURIST
- رأي القانون الدولي في قصف المدنيين (جين دانين).
- أول كتاب موجز في القانون الدولي نسخة محفوظة 10 نوفمبر 2016 على موقع واي باك مشين.، 2007. يتضمن دراسة حالات وتعليقات. (ناثانيال بيرني)
- ما هي جريمة الحرب؟ BBC online 31 July 2003 (Tarik Kafala).
- الأمم المتحدة: القانون الدولي